# Luis Dávila Pernás
Luis Daniel Dávila Pernas (17 de agosto) es un abogado y político puertorriqueño que se desempeña como director ejecutivo de la Administración de Asuntos Federales de Puerto Rico desde el 20 de marzo de 2023. En 2024 fue elegido presidente del Partido Demócrata de Puerto Rico.

## Vida
Luis Dávila Pernas obtuvo un Bachillerato en Administración de Empresas de la Universidad Internacional de Florida y un título de Juris Doctor de la Facultad de Derecho de la Universidad Interamericana de Puerto Rico. 
Fue admitido como abogado en Puerto Rico, el Distrito de Columbia y el Tribunal de Apelaciones del Primer Circuito de los Estados Unidos. Fue Secretario Judicial del Excmo. Edgardo Rivera García en el Tribunal Supremo de Puerto Rico. Además, fue Pasante Jurídico del Banco Popular de Puerto Rico. 
El 20 de marzo de 2023 asumió como director ejecutivo de la Administración de Asuntos Federales de Puerto Rico .   Fue elegido presidente del Partido Demócrata de Puerto Rico en 2024 derrotando al alcalde popular de Villalba Luis Javier Hernández.